# Іванченко Олександр Олександрович (військовик)
Олекса́ндр Олекса́ндрович Іва́нченко (позивний Біцепс; 21 липня 1999, с. Микуличі Бучанського району Київської області — 3 листопада 2023, с. Кліщіївка, Донецька область) — український військовослужбовець, старший солдат, учасник російсько-української війни. Кавалер ордена «За мужність» III ступеня (посмертно).

## Життєпис
Народився 21 липня 1999 в селі Микуличі Бучанського району Київської області.
У 2019 році підписав контракт, у 2020 році поповнив лави АТО, захищав нашу землю на сході України. З початку повномасштабного вторгнення вступив до лав 80-ї окремої десантно-штурмової бригади 
Був командиром розвідувального відділення, 2-го десантно штурмового батальйону, розвідувального взводу.
Успішно виконував бойові завдання у таких містах і населених пунктах як: Вознесенськ, Кашпиро-Миколаївка, Трудолюбівка, Добрянка, Зелений-гай, Кобзарці, Богородичне, Берестове, Піски Радьківські, Оскіл, Сенькове, Ізюм, Серебрчнське лісництво, Торське, Дібрва, Зарічне, Іванівське, Бахмут, Кліщіївка, також брав участь у Харківській операції

## Загибель
Загинув у Кліщіївці на Донеччині. Похований у рідному селі 10 листопада 2023 року.

## Нагороди
Нагороджений орденом «За мужність» III ступеня (13 квітня 2022 року).